# Nazaré (kommun i Brasilien, Bahia, lat -12,95, long -38,98)
Nazaré är en kommun i Brasilien.   Den ligger i delstaten Bahia, i den östra delen av landet, 1 000 km öster om huvudstaden Brasília. Antalet invånare är 27 269.
Följande samhällen finns i Nazaré:
- Nazaré

Omgivningarna runt Nazaré är en mosaik av jordbruksmark och naturlig växtlighet. Runt Nazaré är det glesbefolkat, med 8 invånare per kvadratkilometer.